# Malaquias de Armagh
São Malaquias (em irlandês antigo: Máel Máedóc Ua Morgair; em irlandês moderno: Maelmhaedhoc O'Morgan) nasceu em 1094 na Irlanda. Ainda na adolescência tornou-se abade de Armagh. As suas visões começaram em 1139 na sua primeira viagem a Roma. Foi canonizado em 1199 pelo Papa Clemente III. É-lhe habitualmente atribuída a autoria das Profecia dos Papas.

## Profecias

### Sobre a sua própria morte
São Bernardo afirma que São Malaquias lhe disse a data precisa da sua morte, dia 2 de novembro de 1148.

### Sobre a Irlanda
Ele afirmou que a Irlanda seria oprimida pela Inglaterra e que ao ser libertada seria ela importante para que a fé voltasse à Inglaterra.